# Elisa y Marcela (película)
Elisa y Marcela es una película española de drama biográfico de 2019 dirigida por Isabel Coixet. Protagonizada por Natalia de Molina y Greta Fernández, la película cuenta la historia de Elisa Sánchez Loriga y Marcela Gracia Ibeas, dos mujeres que se casaron en 1901 en el primer matrimonio homosexual registrado en España. Fue seleccionado para competir por el Oso de Oro en el 69.º Festival Internacional de Cine de Berlín. Se estrenó el 24 de mayo de 2019, en cines seleccionados de España, y el 7 de junio de 2019, por Netflix.

## Sinopsis
En 1885, Elisa y Marcela se conocen en la escuela donde estudian. Lo que comienza como una gran amistad termina en una relación amorosa que tienen que vivir a escondidas. Los padres de Marcela sospechan de esta relación y la enviarán durante unos años a otra región de España. A su vuelta, el reencuentro con Elisa es mágico y deciden tener una vida en común. Ante la presión social y las habladurías, ambas deciden trazar un plan: Elisa abandonará un tiempo el pueblo para volver convertida en Mario y poder casarse con Marcela, pero no todo será tan fácil para este amor no reconocido.
La película se estrena con el campo argentino en 1925. Una mujer joven va en tren y en un carruaje tirado por caballos hasta una casa aislada, donde es recibida por una mujer borracha, que suponemos que es Marcela. Sentada afuera después de una comida, esta última comienza a contarle a su invitada su historia personal, que comienza en la ciudad de La Coruña, en la comunidad autónoma de Galicia, en 1898.
Luego, la historia da un buen paso atrás para regresar a esa época, en un convento para niñas dirigido por monjas, donde una nueva estudiante, Marcela Gracia Ibeas, comienza su regreso a la escuela. En el acto, conoce a una estudiante dos años mayor, Elisa Sánchez Loriga, quien la ayuda a secarse y presentarse. Sobrina del director del convento y residente en el lugar, esto lo hace descubrir el lugar y lo acompaña en su clase. Les tomará poco tiempo a los protagonistas para formar una amistad sincera. Pasando más y más tiempo, las dos adolescentes confían en sus sueños de montar un caballo junto al mar, sus esperanzas o su pasado difícil. Marcela le dirá a su amiga que fue abandonada por sus padres, antes de ser recuperada por ellos, diez años después.
Esta amistad dará paso rápidamente a una atracción profunda, que el padre violento y alcohólico de Marcela no dejará de notar. Tratará de evitar que se vean repetidamente, sin éxito. Incapaz de cortar su amor incipiente, terminó enviando a su hija a otra escuela en Madrid para ser maestra .
La película nos llevará tres largos años después, durante el cual las dos chicas jóvenes que se han convertido en mujeres jóvenes no han dejado de corresponder. Después de un feliz golpe del destino, o de su voluntad de hierro, Marcela, convertida en maestra, se verá transferida a un pequeño pueblo a diez kilómetros de Dumbría, donde reside Elisa. Ella también se convirtió en maestra en una escuela primaria. Después de una reunión apasionada, las dos amantes se mudarán juntos, y estarán decididos a ocultar su secreto a la comunidad conservadora católica local que hizo su pequeña ciudad. Paralelamente, Elisa se enterará de la muerte por ahogamiento de un primo, Mario, que vive en Inglaterra .
Pero su proximidad comenzará a notarse en el pueblo, especialmente en una fiesta donde Andrés, un leñador con una mirada amenazante, invitará a Marcela a bailar, bajo la mirada celosa de Elisa. Obligados a aceptar para disipar las dudas, la pareja discutirá, antes de reconciliarse y bailar en el camino de regreso, bajo la atenta mirada de Andrés, quien los seguirá. Después de esto, surgirán rumores, colocando a las dos mujeres en una situación compleja; los aldeanos hablarán de ellas y comenzarán a ser amenazantes. Cuando Andrés regresa para invitar a Marcela a un baile, la situación se vuelve crítica; después de una negativa de parte de Elisa, el hombre comenzará a insultarlos llamando frenéticamente a la puerta, todo bajo la curiosa mirada de un vecino. Los padres prohibirán a sus hijos que sigan su educación con los maestros.
La violencia esperará su clímax cuando Elisa recoja caracoles en el bosque y caerá en una emboscada, donde será lapidada. Desfigurada y asustada, Elisa se agacha en casa, junto a la que ama.
Después de esto, la pareja implementará una estratagema, incluida Elisa, travestándose en su primo Mario. Marcela contará que Elisa fue a ver a su familia a La Habana, Cuba. El más joven de los dos, dejado en la aldea, se acostará con Andrés después de que él haya venido a entregarle madera. Luego, Mario llegará a la ciudad e informará al párroco de San Jorge, antes de pedir casarse con Marcela. Estos últimos aceptarán y celebrarán su unión en la Iglesia el 9 de junio de 1901. Su romance será atormentado nuevamente por la llegada de los padres de Marcela, quienes han venido a comprobar el rumor; este último se habría casado con Elisa, disfrazada de hombre. No convencidos por esto, pedirán reunirse con el novio, acompañados por un médico. Tras su negativa, y para demostrar la falsedad de esta acusación, su hija les anuncia su embarazo. Pero eso no será suficiente para disipar sus sospechas. El conjunto del pueblo rodea la casa, insultándoles. En una desafortunada combinación de circunstancias, Mario se encontrará atrapado en el sacerdote de la aldea, y será examinado por un médico, revelando su secreto a plena luz del día. Alegará hermafroditismo, pero se encontrará con el escepticismo del médico. Las dos jóvenes serán ahora buscadas por la policía y corren el riesgo de ser encarceladas. Asustados por esto, deciden huir a Oporto, Portugal. Al mismo tiempo, su historia inspirará a otras mujeres.
La pareja parecerá encontrar una apariencia de vida normal en el acto: Marcela, embarazada, trabajará en una cocina mientras que Elisa, aún disfrazada de Mario, trabajará en un taller de ropa. Sin embargo, su objetivo se aclarará rápidamente: ahorrar la mayor cantidad de dinero posible para que puedan permitirse cruzar el Atlántico para llegar a Argentina, un país a menudo citado por Elisa. Pero la situación se convierte en tragedia cuando la policía irrumpió en su departamento una mañana y arrestó a las dos jóvenes. Marcela será arrojada directamente a prisión , y Elisa, tendrá una audiencia con el comisionado Alcaide. Este último enumerará los cargos en su contra, incluyendo blasfemia, travestismo o incluso falsificación de documentos, así como veinte años de prisión si son entregados a España. Al tratar de alegar nuevamente el hermafroditismo, Elisa se dará cuenta rápidamente de que no le interesa mentirle si quiere volver con su esposa, que ya está en una etapa muy avanzada de su embarazo. Por su parte, Marcela enfrentará una verdadera ola de ayuda mutua de otros prisioneros.
Contra todas las expectativas, su historia se dará a conocer en todo Portugal y tocará a muchos ciudadanos, creando un verdadero movimiento de solidaridad. Muchas mujeres irán a la prisión con palabras y regalos para esta pareja tan atípica para la época. Marcela dará a luz a una niña llamada Ana, con la ayuda de Flor, la enfermera de la prisión. Al enterarse de esto, el gobernador Oporto decidirá perdonarlos, sin perder la oportunidad de molestar a los españoles en el proceso.
Debido a las difíciles condiciones de vida en la prisión y la humedad, el bebé tendrá neumonía; Flor la llevará a casa con Marcela. Después de un momento de pánico en la pareja, la fiebre finalmente disminuirá, perdonando a Ana. Después de esto, Alcaide anunciará su liberación a Elisa, explicando que comprende la situación de su pareja, y que la suya también es atípica. De hecho, está casado con Flor, la enfermera negra de la prisión. La joven les preguntará si tienen hijos, una pregunta que entristecerá especialmente a Flor; este último por lo tanto responderá en negativo.
De vuelta en la cárcel para preparar sus negocios, la pareja se preocupará por la apariencia de las personas, su celebridad y los cargos aún pendientes contra él en España. Entonces, Marcela se enfrentará a un dilema difícil: abandonar a su bebé como estaba o quedarse con Ana en Portugal y dejar que Elisa huya a Argentina. Ella tomará la decisión de seguir a su esposa, dejando a su hijo a una pareja adinerada que lo cuidará: Flor y Alcaide.
La película luego regresará a Argentina en la década de 1925, donde la primera mujer, Ana interrogando a Marcela, le pregunta si su relación amorosa con Elisa y su abandono valieron la pena. La pregunta quedará sin respuesta, sin embargo, Elisa llega a caballo, haciéndose eco de su sueño, compartido al comienzo de la película.
La película continúa en los créditos, indicando la legalización del matrimonio homosexual en España en 2005  Cuando se estrenó la película, la homosexualidad se consideraba legal en solo veinticinco países del mundo. En setenta y dos países, era penalizada, incluidos trece con la pena de muerte . El matrimonio de Elisa y Marcela, aunque considerado ilegal, nunca ha sido cancelado por el país. Finalmente, terminará con la foto de la boda de la pareja.

## Reparto
- Natalia de Molina como Elisa.
- Greta Fernández como Marcela.
- Sara Casasnovas como Ana.
- Tamar Novas como Andrés.
- María Pujalte como Madre de Marcela.

## Recepción crítica
La película ha recibido en su mayoría críticas negativas y mixtas. Jay Weissberg, de Variety, lo definió como “a dully made, frequently ridiculous eye-roller shot in standard issue black-and-white that gussies itself up as a brave clarion call for gay rights” (una película tediosa e insípida, con tendencia al ridículo, grabada en un blanco y negro que no dice nada y con ínfulas de brillante reivindicación de los derechos LGTBI), mientras que Lee Marshall de Screen consideró el trabajo de Coixet “a conventional and predictably plotted period drama (...) [It] misses no opportunity to make forbidden love look as classy as a perfume ad“ (un drama de época convencional, con una trama predecible (. . . ) No pierde la oportunidad de hacer que el amor prohibido se vea tan elegante como un anuncio de perfume).
Davide Abbatescianni de Cineuropa destacó el buen desempeño de las dos actrices principales, pero admitió que "en algunas partes, la tensión es muy deficiente y el diálogo es bastante aburrido". El crítico también señaló que algunas de las escenas de amor eran un poco exageradas, "en particular, una en la que la pareja, en medio de un acto de intimidad, decide usar un pulpo en dicho acto."
Finalmente, Clarence Tsui de The Hollywood Reporter reconoció que "en su empeño por demostrar algo, el cineasta ha presentado una cinta carente de los matices emocionales que hicieron que Brokeback Mountain o Carol (por citar un par de historias icónicas de amor homosexual) provocasen una experiencia tan cautivante y desgarradora". 